# Clypeobarbus schoutedeni
Clypeobarbus schoutedeni är en fiskart som först beskrevs av Max Poll och Lambert, 1961.  Clypeobarbus schoutedeni ingår i släktet Clypeobarbus och familjen karpfiskar. IUCN kategoriserar arten globalt som otillräckligt studerad. Inga underarter finns listade i Catalogue of Life.